# Алиева, Рена Курбан кызы
Рена Курбан кызы Алиева (Султанова) (азерб. Rəna Qurban qızı Əliyeva; 21 января 1948 года, Баку) — азербайджанский врач-стоматолог, доктор медицинских наук, профессор. Президент Азербайджанской стоматологической ассоциации. Заслуженный врач Азербайджана. Заслуженный деятель науки Азербайджана.

## Биография
Рена Курбан кызы Алиева (Султанова) родилась 21 января 1948 года в столице Азербайджана городе Баку. По окончании с медалью средней общеобразовательной школы № 8 города Баку в 1966 году, поступила на стоматологический факультет Азербайджанского государственного медицинского института им. Н.Нариманова (АМИ). Окончив в 1971 году институт, решением Учёного совета была направлена в клиническую ординатуру кафедры хирургической стоматологии АМИ, а в 1973 году была принята на работу в Азербайджанский государственный институт усовершенствования врачей им. А. Алиева на кафедру стоматологии, где прошла путь от старшего лаборанта до доцента кафедры.

## Научная карьера
В 1991 году Р. Алиева в Москве, в Центральном научно-исследовательском институте стоматологии и челюстно-лицевой хирургии (ЦНИИС) защитила кандидатскую диссертацию на тему: «Функциональное состояние коры надпочечников, поджелудочной и щитовидной желез у больных с флегмонами челюстно-лицевой области» (научные руководители: член-корреспондент Академии медицинских наук СССР, доктор медицинских наук, профессор Н. Н. Бажанов и действительный член Академии медицинских наук СССР, доктор медицинских наук, профессор И. И. Дедов) учёную степень кандидата медицинских наук. Далее, вплоть до 1998 года трудовая деятельность Алиевой Р. проходила в Азербайджанском государственном институте усовершенствования врачей им. А.Алиева.
В апреле 1998 года была избрана заведующей кафедрой детской стоматологии Азербайджанского медицинского университета, которой руководит по сегодняшний день. Её научные исследования в этот период были посвящены актуальной проблеме — вопросам изучения стоматологической заболеваемости и оказания специализированной помощи населению в связи с изменением экономической модели Азербайджанской Республики. Результатом этих исследований явился большой труд — докторская диссертация на тему: «Отработка оптимальной модели развития стоматологической службы детскому населению Азербайджанской Республики», которую автор защитила в 2001 году в Москве, в (ЦНИИС) (научный консультант — действительный член РАМН, профессор В. К. Леонтьев". В 2009 году решением Высшей аттестационной комиссии присвоено учёное звание профессора.
Алиева Р. К. является автором свыше 150 научных работ, в том числе её перу принадлежит 6 учебников, свыше 10-ти учебных и методических пособий. Труды Алиевой Р. К. опубликованы в различных странах мира.
Является членом Учёных советов Азербайджанского медицинского университета и стоматологического факультета, членом Диссертационного совета университета. Большое внимание уделяет подготовке молодых специалистов, научных и практических кадров. Под её руководством выполнены 9 кандидатских диссертаций, на данный момент выполняются 3 докторские и 4 кандидатские диссертации.
В 2005 году Р. Алиева избрана членом Международной академии информатизации (Канада, Монреаль), в 2007 году членом Международной стоматологической академии (Academy of Dentistry International, USA). C 1997 года является Президентом Азербайджанской стоматологической ассоциации (АСА), учредителем и главным редактором первого на Южном Кавказе и в Азербайджане международного журнала «Вестник стоматологии Кавказа» (2000), членом редколлегии журналов «Маэстро стоматологии» (Россия), «Стоматология» (Узбекистан).
Азербайджанской стоматологической ассоциацией подготовлено и проведено 25 международных конференций и симпозиумов по актуальным проблемам стоматологии. С 1998 года Азербайджанская стоматологическая ассоциация является регулярным членом — Всемирной федерации стоматологов (FDI), с 2003 года членом Европейской региональной организации (ERO), членом Объединения стоматологических ассоциаций соседних стран.(Platform of neighboring countries dental association’s collaboration(2012)
С 1999 года является членом парламента Всемирной федерации стоматологов FDI, с 2004 года руководитель делегации Азербайджанской Стоматологической Ассоциации на пленарных сессиях Европейской региональной организации ERO-FDI.

## Награды
- Медаль «В ознаменование 100-летия со дня рождения Владимира Ильича Ленина» (1971)
- Заслуженный врач Азербайджана (2008)
- Почётная грамота Министерства здравоохранения Азербайджанской Республики[3].
- Заслуженный деятель науки Азербайджана (2010)

## Семейное положение
Имеет дочь и сына.
- Муж — Яшар Алиев, азербайджанский государственный деятель, дипломат. Чрезвычайный и полномочный посол. Доктор медицинских наук, профессор.
- Дочь — Сабина Алиева, юрист. Комиссар по правам человека Азербайджанской Республики (омбудсмен), государственный советник 3-го класса. Доктор философии по праву[4].